# ارتشر باتلر هالبرت
ارتشر باتلر هالبرت (بالإنجليزية: Archer Butler Hulbert)‏ هو جغرافي أمريكي، ولد في 26 يناير 1873 في بينينغتون في الولايات المتحدة، وتوفي في 24 ديسمبر 1933.